# Буфало малоротий
Бу́фало малоро́тий (Ictiobus bubalus) — риба родини чукучанових (Catostomidae). Ареал охоплює Північну Америку: басейни озера Мічиган і річки Міссісіпі від Пенсільванії і Мічигану до Монтани, на південь до Мексиканської затоки; також басейни затоки Мобіл, річки Ріо-Гранде, води штатів Техас і Нью-Мексико. Також водиться в Мексиці. Штучно інтродукований в Україні. Прісноводна демерсальна риба, що сягає 112 см завдовжки.